# Cantone di Les Coteaux de Moselle
Il Cantone di Les Coteaux de Moselle è una divisione amministrativa dell'Arrondissement di Metz-Campagne.
È stato costituito a seguito della riforma approvata con decreto del 18 febbraio 2014, che ha avuto attuazione dopo le elezioni dipartimentali del 2015.

## Composizione
Comprende i seguenti 29 comuni:
- Ancy-sur-Moselle
- Arry
- Ars-sur-Moselle
- Augny
- Châtel-Saint-Germain
- Coin-lès-Cuvry
- Coin-sur-Seille
- Corny-sur-Moselle
- Cuvry
- Dornot
- Féy
- Gorze
- Gravelotte
- Jouy-aux-Arches
- Jussy
- Lessy
- Lorry-lès-Metz
- Lorry-Mardigny
- Marieulles
- Moulins-lès-Metz
- Novéant-sur-Moselle
- Pouilly
- Pournoy-la-Chétive
- Rezonville
- Rozérieulles
- Sainte-Ruffine
- Vaux
- Vernéville
- Vionville